# Denis Boytsov
Pour les articles homonymes, voir Boïtsov.
Denis Boytsov (en russe : Денис Николаевич Бойцов, transcription française : Denis Nikolaïevitch Boïtsov) est un boxeur russe né le 14 février 1986 à Orel.

## Carrière
Avant d'entamer sa carrière professionnelle, Denis Boytsov a fait une carrière amateur riche de 3 titres mondiaux (2 en cadets, 1 en juniors) et présente un bilan de 115 victoires contre 15 défaites.
Il a fait ses débuts professionnels en septembre 2004 dans la catégorie poids lourds. Après 15 victoires en 15 combats, dont 14 avant la limite, il s'empare du titre vacant de champion du monde junior WBC en battant le tchèque Ondrej Pala au 5e round le 9 septembre 2006. Le 7 février 2009, il remporte le titre Inter-continental WBA en battant Israël Carlos Garcia par décision unanime (titre qu'il défend le 6 juin suivant face à Taras Bidenko) tout en s'emparant de la ceinture de champion d'Europe WBO.
Gêné par des blessures aux mains, Boytsov voit ensuite sa progression retardée et ne boxe que deux fois en 2010 (deux victoires expéditives contre des inconnus). Le 24 septembre 2011, il bat Matthew Greer par arrêt de l'arbitre au 6e round puis Darnell Wilson et Dominick Guinn en 2012.
Il remporte deux victoires en 2013 mais connait également sa première défaite par décision unanime après 10 rounds contre Alex Leapai, après avoir été deux fois au tapis. 
Retrouvé inconscient le 11 mai 2015 dans un tunnel de métro à Berlin, Denis Boystov est placé dans un coma artificiel par les médecins ce qui met sa carrière sportive entre parenthèses.